# Limnephilus bipunctatus
Limnephilus bipunctatus là một loài Trichoptera trong họ Limnephilidae. Chúng phân bố ở miền Cổ bắc.